# Anemone tetrasepala
Anemone tetrasepala är en ranunkelväxtart som beskrevs av John Forbes Royle. Anemone tetrasepala ingår i släktet sippor, och familjen ranunkelväxter. Inga underarter finns listade i Catalogue of Life.